# Bullers albatros
Bullers albatros (latin: Thalassarche bulleri) er en newzealandsk stormfugl, der lever på Stillehavet.